# Erich Kästner

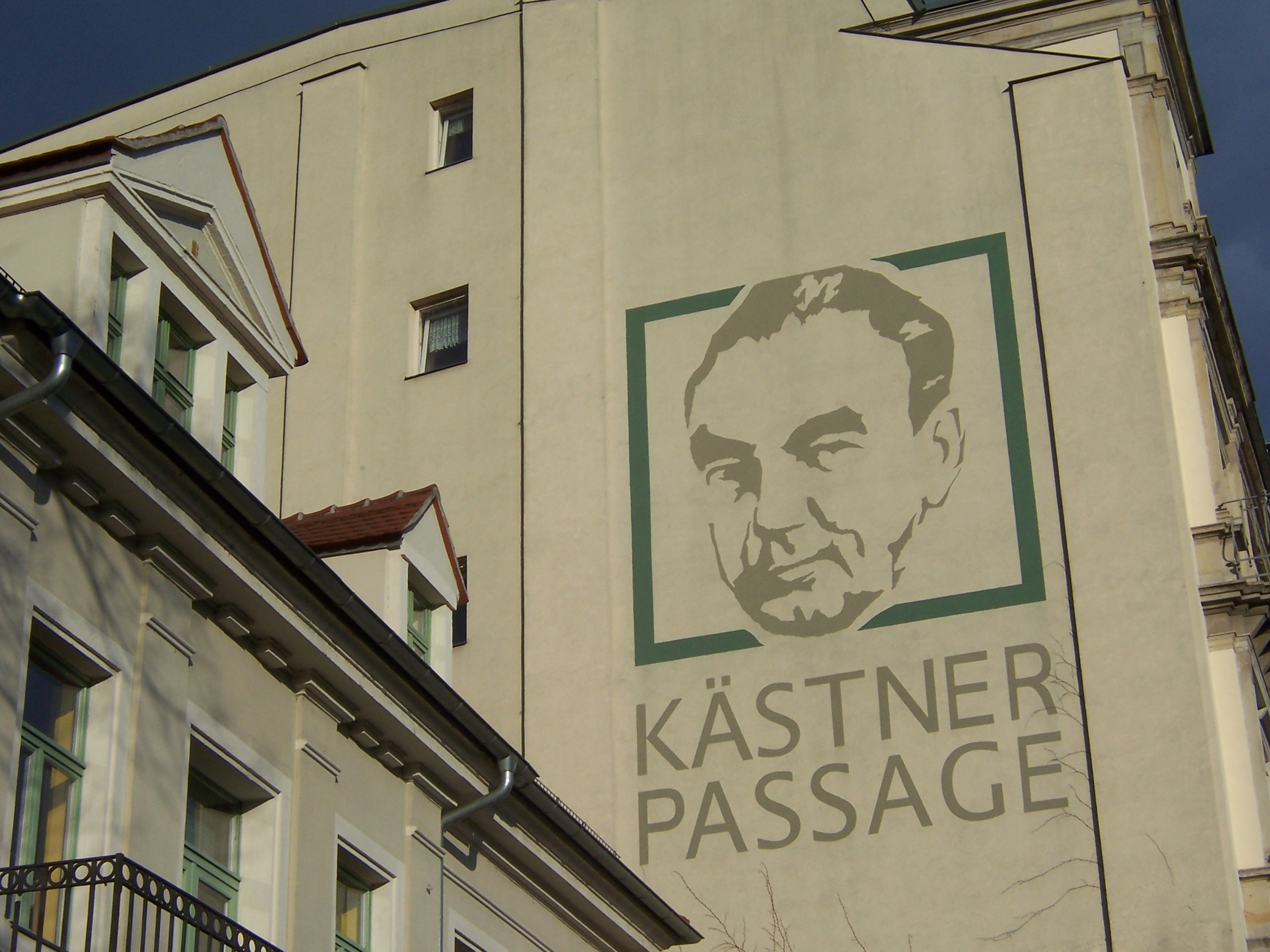
Erich Kästner avbildad på en husvägg i den så kallade Kästnerpassagen i hemstaden Dresden.

Erich Kästner, född 23 februari 1899 i Dresden, Sachsen, död 29 juli 1974 i München, Bayern, var en tysk författare, ansedd som en av de främsta företrädarna för litteraturens nya saklighet. Han var ende son till sadelmakaremästare Erich Emil Kästner och hans hustru Ida Amalia (född Augustin) som arbetade som hårfrisörska. Han gifte sig aldrig men sammanlevde i nära fyrtio år med journalisten och dramaturgen Luiselotte Enderle. Han fick 1957 sitt enda barn, Thomas Kästner, tillsammans med den yngre skådespelerskan Friedel Siebert.

## Liv och verk
Kästner började på lärarseminarium i Dresden 1913, men hoppade av för att ta värvning, och deltog 1917-1918 i första världskriget. Det gjorde honom till övertygad pacifist och anti-militarist. Vid universitetet i Leipzig studerade han efter kriget tysk historia, filosofi och teatervetenskap. Han doktorerade 1925 på en avhandling om Fredrik den store och den tyska litteraturen. Därefter arbetade han som journalist och kritiker för tidningar som Berliner Tageblatt och Vossische Zeitung och medarbetade även i tidskriften Die Weltbühne. 
Kästner skrev bästsäljande barnböcker som Emil och detektiverna, men var även en politisk författare. Han hade pacifistiska ideal och skrev för barn, eftersom han trodde på de förnyade krafterna hos varje generations unga. Han var motståndare till naziregimen i Tyskland och hans böcker förbjöds. Alla verk av honom utom barnboken Emil och detektiverna brändes dessutom demonstrativt under de omfattande bokbålen runt om i landet 1933. Kästner uteslöts ur det nazifierade tyska författarförbundet Reichsverband deutscher Schriftsteller (RDS), men kunde ändå övervintra Tredje riket utan att gå i landsflykt. Han publicerade opolitiska romaner som Drei Männer im Schnee (Tre män i snö) (1934) på schweiziskt förlag. 1942 gavs han möjlighet att under pseudonymen Berthold Bürger skriva manus till en film om Baron von Münchhausen, ett prestigeprojekt för Ufa med uppbackning av propagandaminister Joseph Goebbels.  
1944 blev Kästners hem förstört i samband med den hårda bombningen av Berlin. I början av 1945 reste han med en grupp andra filmarbetare till Tyrolen, förebärande att de skulle filma för en (icke existerande) filmproduktion, som de kallade Das falsche Gesicht (Det falska ansiktet). Det egentliga syftet var att överleva slutstriden om Berlin, och Kästner blev kvar i Tyrolen tills kriget var över. Han skrev om dessa upplevelser i en dagbok som publicerats i olika versioner i Notabene 45 (1961) och Das Blaue Buch (2006).
Han var flera gånger nominerad till Nobelpriset i litteratur, och belönades 1960 med H.C. Andersen-medaljen för sina bidrag till barnlitteraturen. 
Filmerna Föräldrafällan från 1961 och Föräldrafällan från 1998 bygger på Kästners Tvillingarna finner varann från 1950.